# Walckenaeria cornuella
Walckenaeria cornuella là một loài nhện trong họ Linyphiidae.
Loài này thuộc chi Walckenaeria. Walckenaeria cornuella được Ralph Vary Chamberlin & Wilton Ivie miêu tả năm 1939.